# Terremoto de Sumatra de 1797
El terremoto de Sumatra de 1797 ocurrió a las 22:00 hora local del 10 de febrero. Fue el primero de una serie de grandes terremotos que rompieron parte del segmento de Sumatra del megathrust de Sunda. Causó un tsunami dañino que fue particularmente severo cerca de Padang, donde un barco inglés de 150 a 200 toneladas fue conducido 1 km tierra adentro por el río Arau.

## Antecedentes
La isla de Sumatra se encuentra en el límite de placa convergente entre la placa indoaustraliana y la placa euroasiática. La convergencia entre estas placas es muy oblicua cerca de Sumatra, con el desplazamiento acomodado por fallas de deslizamiento casi puro a lo largo de la zona de subducción, conocida como el mega empuje de Sunda, y fallas de deslizamiento casi puro a lo largo de la Gran falla de Sumatra. Los principales eventos de deslizamiento en la interfaz de la zona de subducción son típicamente del tipo megathrust.
Históricamente, se han registrado grandes o gigantes terremotos en 1797, 1833 , 1861 , 2004 , 2005 y 2007, la mayoría de ellos asociados con devastadores tsunamis. También se han producido eventos de megacorrientes más pequeños (pero aún grandes) en las pequeñas brechas entre las áreas que se deslizan durante estos eventos más grandes, en 1935, 1984, 2000 y 2002.

## Daño
El terremoto provocó el derrumbe o daños de muchas viviendas. La marejada del tsunami empujó a un velero inglés de 150 a 200 toneladas, amarrado en el río Arau, aproximadamente 1 km tierra adentro, destruyendo varias casas a su paso. Los barcos más pequeños se condujeron hasta 1,8 km río arriba. En Armanis, toda la ciudad se inundó y los cuerpos de varias personas que habían trepado a los árboles para escapar de la marejada fueron encontrados al día siguiente en las ramas. Solo se informaron dos muertes de Padang, pero muchas más de Armanis. Las islas Batu también fueron reportados a ser afectados.

## Características

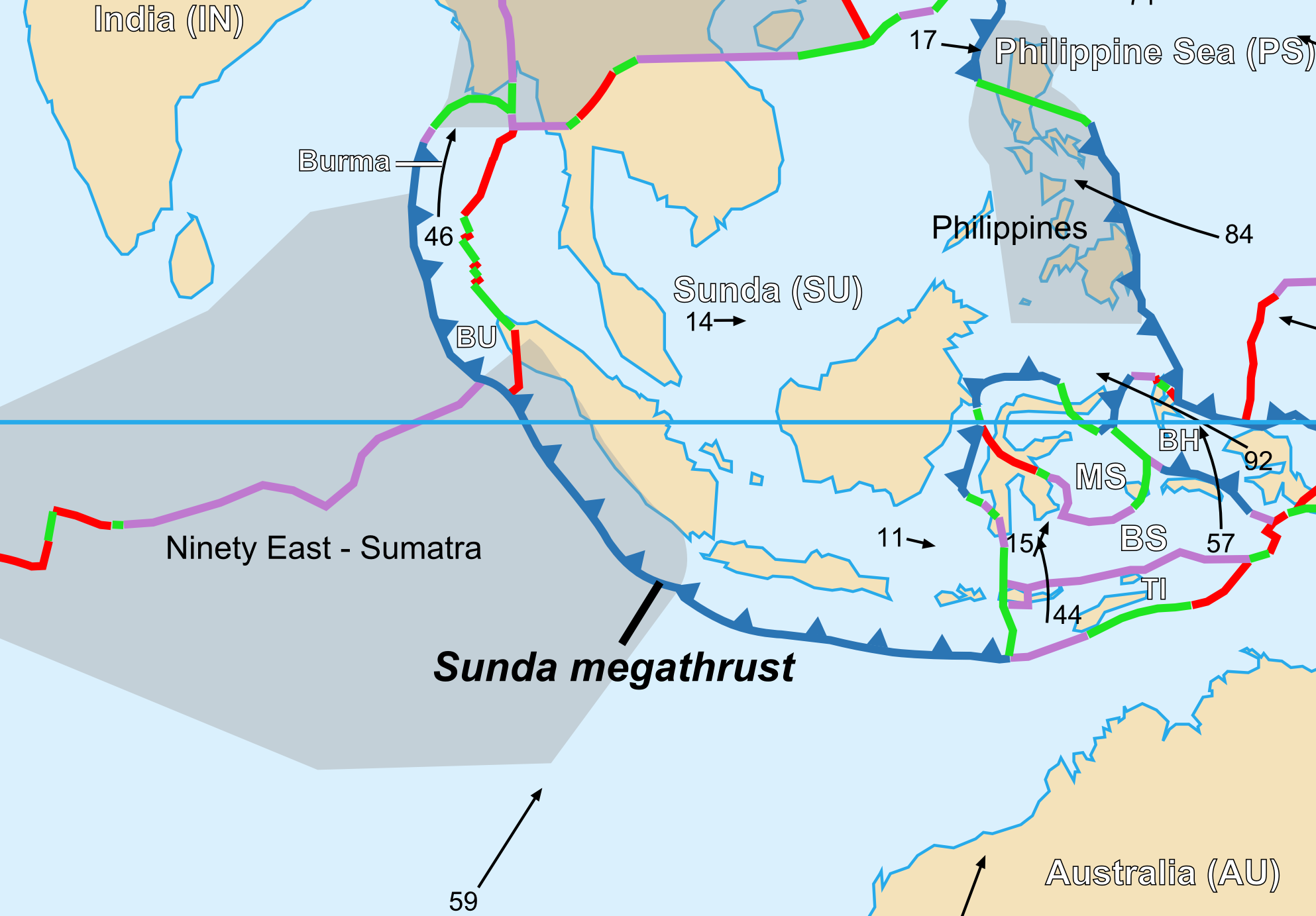
Marco tectónico de placas de Sunda megathrust

### Terremoto
El temblor en Padang duró un minuto. Los informes de 1845 y 1847 decían que este era el terremoto más fuerte en la memoria de los residentes de Padang o el más fuerte en cuarenta años.

### Tsunami
Se estima que el período previo al tsunami en Padang y la aldea de Armanis está en el rango de 5 a 10 m. Modelado de los efectos del tsunami utilizando parámetros de la fuente estimados a partir de la elevación de la coral microatolones, proporcionan un ajuste razonable a los registros históricos dispersos.
Los informes de tsunami para este evento se localizan alrededor de Padang y se ha sugerido que el tsunami pudo haber sido causado por un deslizamiento de tierra submarino provocado por el terremoto.